# Вятское художественное училище имени А. А. Рылова
Вятское художественное училище им. А. А. Рылова — учреждение среднего профессионального образования в Кирове, готовящее специалистов творческих специальностей.

## История

### Предыстория
После революционных событий 1917 года, при губернском отделе народного образования города Вятки был создан подотдел изобразительного искусства; во главе его — художник Алексей Иванович Деньшин, получивший художественное образование в Москве.
1 апреля 1919 года были образованы Государственные областные художественно-промышленные мастерские — первое профессиональное учебное заведение на севере России.
В художественно-промышленных мастерских преподавали вятские художники: живописец Михаил Афанасьевич Демидов, мастер рисунка и декоративной игрушки Алексей Иванович Деньшин, живописец-новатор Алексей Иванович Столбов, скульптор Зинаида Дмитриевна Клобукова. Большую поддержку им оказывал Николай Николаевич Хохряков.
По распоряжению Наркомата просвещения СССР в 1922 году учреждение преобразовано в «Вятский художественно-промышленный техникум» с дневной и вечерней формой обучения. Его разместили в том же здании, где ныне находится Вятское художественное училище имени А. А. Рылова, то есть на Казанской, 56, в бывшем доме купцов П. В. Алцыбеева и Н. А. Ермолина (угловой и средний блоки современного здания).
В 1937 году, во время активной пропаганды здорового образа жизни, техникум переименовали в «Физкультурно-художественное педагогическое училище» при педагогическом институте имени В. И. Ленина. К тому времени преподавали в физкультурно-художественном педагогическом училище выпускники Вятского художественно-промышленного техникума, а также приехавшие из Академии художеств А. А. Потехин, Ф. А. Шпак, и выпускники ВХУТЕМАСа — А. П. Широков, С. С. Двинин.
В 1941 году из-за начавшейся Великой Отечественной войны физкультурно-художественное педагогическое училище закрыли.

### Основание училища
В 1964 году было открыто художественно-педагогическое отделение при музыкальном училище, которое с появлением нового отделения получило и новое название: Кировское училище искусств.
Первым и главным организатором учебного процесса был живописец Алексей Александрович Потехин. Он преподавал рисунок, живопись и композицию ещё в довоенном физкультурно-художественном педагогическом училище. Помощником Потехина стал Ильяс Бадрутдинович Юмагулов — художник-монументалист, выпускник Ленинградского художественно-промышленного училища имени В. И. Мухиной. Скульптор Михаил Михайлович Кошкин, председатель Кировского союза художников, обучал учеников скульптуре. Графику и акварельную живопись преподавал ученик М. А. Демидова и выпускник Вятского художественно-промышленного техникума Вячеслав Александрович Нелюбин.
В 1968 году в училище возникло второе отделение — «Художественное оформление».
К 1975 году художественно-педагогическое и оформительское отделения Кировского училища искусств было преобразовано в Кировское художественное училище. Самостоятельное учебное заведение разместили на ул. Спасской, 31 и на ул. Казанской, 56.
Директором училища был назначен Е. А. Гришин, выпускник живописного факультета Всероссийского государственного института кинематографии, будущий заслуженный работник культуры РФ. Заместителем директора по учебной части была назначена Н. М. Окунь — искусствовед, выпускница Института живописи, скульптуры и архитектуры имени И. Е. Репина. В 1983 году начал вести дипломные мастерские живописец Пётр Вершигоров, затем он работал в училище преподавателем живописи.
Кроме двух основных профессиональных отделений с 1982 по 1986 годы в Кировском художественном училище обучалась группа мастериц дымковской игрушки по специально созданной для них учебной программе декоративно-прикладного искусства. В эти годы в 17 группах училища учились около 300 учащихся.
В 1986 году новым руководителем училища был назначен преподаватель училища А. Г. Плотников, выпускник художественно-графического факультета Краснодарского педагогического института, будущий заслуженный работник культуры. С 1996 года Кировского художественное училище стало называться Вятским областным художественным училищем. С 1998 года училище носит имя известного в СССР художника-живописца Аркадия Александровича Рылова.
По инициативе А. Г. Плотникова был открыт первый в России гуманитарно-художественный лицей. После 4-х лет обучения учащиеся переводились на программу художественного училища. Через 10 лет, в 2001 году, лицей был переведен в Кировскую общеобразовательную школу № 36, ныне — художественно-технологический лицей.
С 1993 по 1998 годы по заново созданной программе была сформирована скульптурно-педагогическая группа 5-ти летнего обучения.
С 1992 года в училище был организован факультатив по художественной обработке металла. До 2001 года создавали в технике скани и эмали кулоны, колье, ожерелья, браслеты и даже дважды выполняли дипломные работы по металлу.
С 2010 года Вятское художественное училище работает по плану, составленному в соответствии с Федеральным государственным образовательным стандартом (ФГОС). По этому плану в учебный процесс введены предметы психолого-педагогической подготовки. Педагогические дисциплины изучаются не только на прежних отделениях живописи и дизайна, но и на вновь открытом с 2012 года отделении «Декоративно-прикладное искусство и народные промыслы».

## Отделения училища
- «Живопись»: квалификация — художник-живописец, преподаватель;
- «Декоративно-прикладное искусство и народные промыслы»: квалификация — художник-мастер, преподаватель;
- «Дизайн»: квалификация — дизайнер, преподаватель.

## Руководители училища
- с 1957 по 1974 год — В. В. Зеферов[4]
- с 1974 по 1986 год — Е. А. Гришин
- с 1986 по 2011 год — А. Г. Плотников
- с 2011 по 2012 год — А. М. Савинов
- с 2012 по 2018 год — Е. В. Опалева
- с 2018 по 2019 год — О. В. Бакина
- с 2019 — М. В. Наумов

## Известные педагоги и выпускники
- Жаворонков, Георгий Яковлевич (1905—1966) — советский художник-иконописец. Участник советско-финской войны (1939—1940) и Великой Отечественной войны (1941—1945). Был репрессирован (1951—1956).
- Шпак, Фаина Анатольевна (1906—1984) — советский художник, иллюстратор и скульптор. Заслуженный художник РСФСР[5].
- Преображенский, Виктор Петрович (1908—1984) — советский художник, художник-маринист. Член Союза художников СССР.
- Богдеско, Илья Трофимович (1923—2010) — советский и молдавский график, народный художник СССР, действительный член Академии художеств[6].
- Вершигоров, Петр Саввович (1925—1998) — советский художник, живописец, педагог. Заслуженный художник РСФСР. Участник Великой Отечественной войны.
- Харлов, Виктор Георгиевич (род. 1949) — советский и российский живописец, художник-монументалист, педагог. Академик Российской академии художеств. Народный художник России.
- Самсонов, Александр Валентинович (1949—2009) — российский художник, педагог.
- Двоеглазов, Михаил Михайлович (род. 1950) — советский и украинский художник, живописец. Член Национального союза художников Украины.
- Мочалов, Александр Петрович (род. 1952) — советский и российский художник. Заслуженный художник России.
- Загоскин, Александр Анатольевич (род. 1954) — советский и российский художник, художник кино, заслуженный художник Российской Федерации; член Союза кинематографистов[7].
- Востриков, Владимир Иванович (1957—2023) — российский художник, иконописец. Член Союза художников СССР. Директор Дома-музея братьев Васнецовых в селе Рябово Кировской области.
- Халиков, Фиринат Гаптухаевич (род. 1957) — российский живописец. Заслуженный деятель искусств Республики Татарстан. Академик Российской академии художеств.
- Широков, Андрей Михайлович (род. 1960). — российский художник. Заслуженный художник России, внук Фаины Шпак.
- Вепрёв, Александр Иванович (род. 1960) — российский поэт, художник. Член Союза писателей России, Ассамблеи народов Евразии.
- Герасимов, Андрей Викторович (род. 1962) — российский живописец. Заслуженный художник РФ.
- Газизов, Ринат Загидуллович (род. 1962) — российский художник-постановщик, аниматор, режиссёр, сценарист. Член Академии кинематографических искусств «Ника».
- Горбачёв, Сергей Юрьевич (род. 1964) — российский художник-график, член-корреспондент РАХ.
- Богданов, Максим Юрьевич (род. 1967) — российский художник монументального искусства. Член-корреспондент РАХ, Императорского Православного Палестинского Общества.
- Муллин, Владимир Евгеньевич (род. 1968) — российский художник, Заслуженный художник России. Член-корреспондент Российской академии художеств.
- Мочалова, Александра Александровна (род. 1977) — российская поэтесса, художник. Член Союза художников России и Союза писателей России.

## Факты
- В здании в 1935—1936 годах располагался Вятский (Кировский) индустриальный техникум учебных пособий, готовивший специалистов для комбината учебно-технического школьного оборудования — КУТШО. В 1935—1936 годах там учился Дорофеев Анатолий Васильевич, будущий Герой Российской Федерации (1995). Памятную доску Герою России установили 30 апреля 2019 года на здании художественного училища им. А. А. Рылова.[8][9]
- В 2020 году, в рамках празднования 150-летнего юбилея Аркадия Рылова, в Вятском художественном училище, которое носит имя Рылова, открыли памятную доску художнику[10].